# Xrms

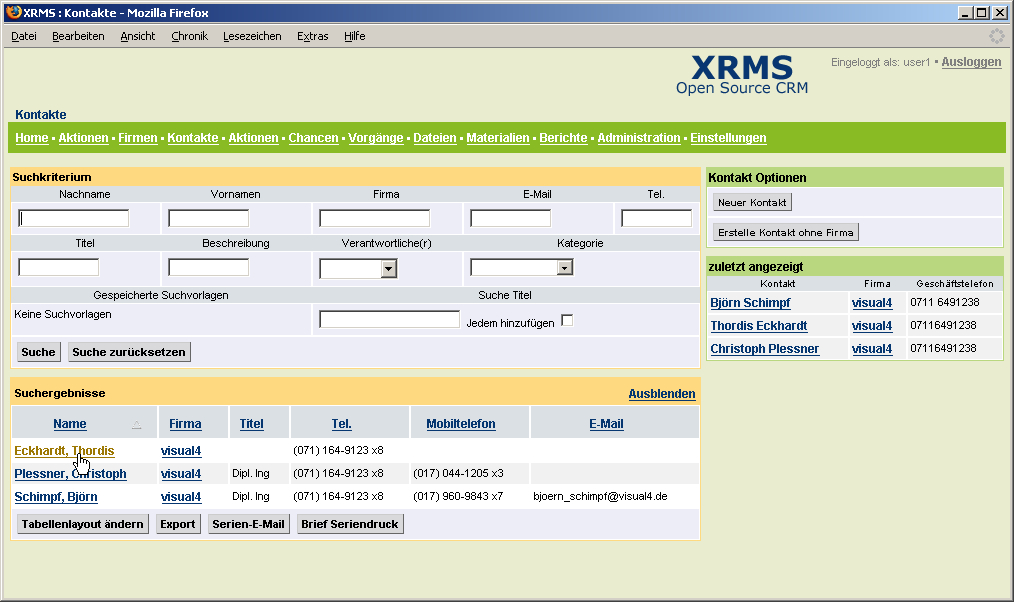
Screenshot Xrms Liste Ansprechpartner

Xrms ist ein Kundenmanagement- bzw. Customer-Relationship-Management-System für Business2Business mit dem Schwerpunkt Marketing Vertrieb und Service. Xrms ist ein webbasiertes Multiuser-CRM. Das System wird auf einem Webserver im Intra- oder Internet installiert und ist dann von jedem Rechner über den Webbrowser zu erreichen. Auf den Client-Computern muss also keine zusätzliche Software installiert werden. Alternativ zur eigenen CRM-Installation wird Xrms auch als vorinstalliertes und fertig konfiguriertes CRM-Hosting oder „CRM as a Service“ angeboten.
Xrms CRM ist als freie Software frei verfügbar und kann ohne die Bezahlung von Lizenzgebühren genutzt werden.

## Struktur

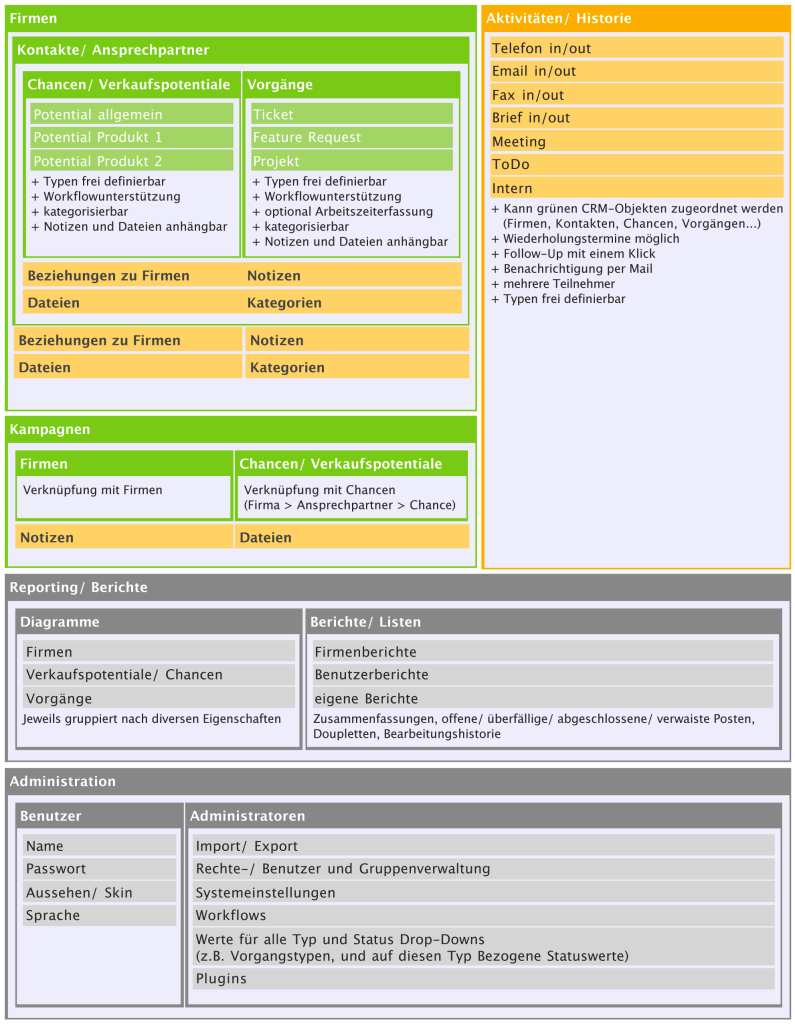
Struktur von Xrms

Bei Xrms steht die Firma des Kunden im Mittelpunkt. Dieser Firma können jeweils beliebige Abteilungen, Adressen, Ansprechpartner, Verkaufspotenziale/Chancen, Fälle, Notizen und Dateien als CRM-Objekte zugeordnet werden.
Kundenbezogene Aktivitäten wie z. B. Telefonate, Mails, Meetings usw. können wiederum jedem CRM-Objekt zugeordnet werden. Hierdurch ergibt sich bei konsequenter Nutzung eine umfassende Kundenhistorie.
Über Kategorien und frei definierbare Beziehungen zwischen Firmen und/oder Ansprechpartnern lässt sich der Datenbestand im CRM-System strukturieren, um bei Kampagnen oder Mailingaktionen gezielt bestimmte Kundenkreise ansprechen zu können.
Über das Reporting Modul kann nach Abschluss der Kampagnen direkt der ROI ermittelt, oder im laufenden Betrieb die Effizienz von Vertrieb und Marketing analysiert werden.

## Merkmale
- Kundendatenbank
- Adressdatenbank
- Beliebig viele Abteilungen und Ansprechpartner pro Firma definierbar
- übersichtliche Kundenhistorie
- Kampagnenmanagement
- Chancen bzw. Verkaufspotenziale
- Fälle (z. B. einfach Projekte, Support- oder Installationsfälle, Feature-Requests)
- Berichte und Reports (als Listen und Diagramme)
- Mehrsprachigkeit, Sprache pro Benutzer einstellbar
- Workflows für Chancen und Fälle definierbar
- Mehrbenutzersystem mit rollen- und gruppenbasierter Rechteverwaltung
- CTI- und Mail-Einbindung
- einfache Erweiterbarkeit über API oder Plugins
- ist nur mit älteren php Versionen als 5.3+ lauffähig

## Voraussetzungen
Xrms CRM basiert auf PHP. Durch die Verwendung der Datenbank-Abstraktions-Klasse AdoDB lässt es sich mit einer Vielzahl von RDBMS einsetzen. Am einfachsten ist die Installation auf einem klassischen LAMP System mit Apache als Webserver und MySQL als Datenbank.